# Gene Hartley
Leslie "Gene" Hartley (28 de janeiro de 1926 — 13 de março de 1993) foi um automobilista norte-americano que esteve em doze (dez) 500 Milhas de Indianápolis (dez (oito) quando a prova fazia parte do calendário da Fórmula 1 de 1950 até 1960): 1950, 1952, 1953, 1954, 1955 (não se classficou), 1956, 1957, 1958 (não se classificou), 1959, 1960, 1961 e 1962